# Vaccine Adverse Event Reporting System
Das Vaccine Adverse Event Reporting System (VAERS, deutsch Meldesystem für Impfstoffnebenwirkungen) ist ein Meldesystem für Verdachtsfälle unerwünschter Wirkungen von Impfstoffen in den USA.

## Eigenschaften
Das VAERS wird gemeinschaftlich seit 1990 von den Centers for Disease Control and Prevention (CDC) und der Food and Drug Administration (FDA) betrieben. Es entstand aufgrund des National Childhood Vaccine Injury Acts (NCVIA) von 1986. Sie versteht sich als ein „nationales Frühwarnsystem zur Erkennung möglicher Sicherheitsprobleme bei in den USA zugelassenen Impfstoffen“. In der Datenbank werden die Verdachtsfälle gemäß MedDRA klassifiziert. VAERS enthielt 2014 mehr als 200.000 Berichte. Lediglich schwerwiegende unerwünschte Ereignisse werden überprüft.
VAERS ist ein wichtiges Frühwarnsystem bei neuen oder neu zugelassenen Impfstoffen. So wurden via VAERS gefährliche Invaginationen nach Gabe des Rotavirusimpfstoff RotaShield bemerkt, woraufhin der Impfstoff vom Markt genommen wurde.

## Limitation
VAERS alleine kann nicht verwendet werden, um zu bestimmen, ob eine potentielle Nebenwirkung selten oder häufig auftritt. Die Datenbank umfasst ungeprüfte Arzt- und Patientenberichte über mögliche Nebenwirkungen, die jede Person eintragen kann. Diese Berichte können daher auch ungenau oder falsch sein. Ob ein Ereignis tatsächlich kausal mit dem Impfstoff zusammenhängt, anstatt nur damit zu korrelieren, kann erst durch eine Analyse von Experten bestimmt werden. Daher können mittels VAERS lediglich Hypothesen zur Impfstoffsicherheit generiert werden. 
Das CDC betont, dass in der Datenbank unvollständige, ungenaue, zufällige oder ungeprüfte Informationen enthalten sein können – es besteht die Gefahr, dass eingetragene Verdachtsfälle leicht aus dem Kontext gerissen werden. Eine Studie fand 2006, dass Berichte über mögliche Nebenwirkungen von Thiomersal und Berichte über Fälle von Überdosierung, Autismus und Neuropathie überwiegend von Anwälten im Zusammenhang mit Gerichtsverfahren in die Datenbank eingestellt worden seien. Dadurch würde die Datenbank manipuliert. Es wurden auch während der COVID-19-Pandemie in VAERS enthaltene Daten missbräuchlich durch Impfgegner skandiert.